# Brzydowo (gromada w powiecie ostródzkim)
Brzydowo – dawna gromada, czyli najmniejsza jednostka podziału terytorialnego Polskiej Rzeczypospolitej Ludowej w latach 1954–1972.
Gromady, z gromadzkimi radami narodowymi (GRN) jako organami władzy najniższego stopnia na wsi, funkcjonowały od reformy reorganizującej administrację wiejską przeprowadzonej jesienią 1954 do momentu ich zniesienia z dniem 1 stycznia 1973, tym samym wypierając organizację gminną w latach 1954–1972.
Gromadę Brzydowo z siedzibą GRN w Brzydowie utworzono – jako jedną z 8759 gromad na obszarze Polski – w powiecie ostródzkim w woj. olsztyńskim na mocy uchwały nr 22 WRN w Olsztynie z dnia 4 października 1954. W skład jednostki weszły obszary dotychczasowych gromad Brzydowo, Dziadyk i Kraplewo oraz miejscowość Smykowo z dotychczasowej gromady Smykowo ze zniesionej gminy Tyrowo, a także miejscowość Ornowo z dotychczasowej gromady Ornowo ze zniesionej gminy Ostróda, w tymże powiecie. Dla gromady ustalono 16 członków gromadzkiej rady narodowej.
Gromadę zniesiono 31 grudnia 1961, a jej obszar włączono do gromad Kajkowo (wsie Brzydowo, Dziadyk i Ornowo oraz PGR-y Kraplewo i Prusowo) i Pietrzwałd (PGR Smykowo) w tymże powiecie.